# 森島律斗
森島 律斗（もりしま りつと、2011年〈平成23年〉7月23日 - ）は、日本の子役（俳優）。クラージュキッズ所属。　身長140cm。

## 出演

### 映画
- 人魚の眠る家（2018年11月16日公開、松竹）
- いのちの停車場（2021年5月21日公開、東映）- 公園で遊ぶ少年 役
- 映画「おそ松さん」（2022年3月25日公開、東宝）- 小学生時代の老紳士 役
- 火の鳥 エデンの花（2023年11月3日公開、ハピネットファントム・スタジオ） - カイン11歳 役（声の出演）
- ウルトラマンブレーザー THE MOVIE 大怪獣首都激突（2024年2月23日公開、バンダイナムコフィルムワークス・円谷プロダクション） - マブゼユウキ役[1][2]

### テレビドラマ
- 監獄のお姫さま（2017年10月17日 - 12月19日、TBS）[3]
- あした、咲く（2017年、兵庫県人権啓発ビデオ）- 戸部勇人 役
- 記憶 第11話（2018年5月30日、フジテレビNEXT）- 長谷川駿也（幼少期） 役[4]
- ドクターX〜外科医・大門未知子〜Ⅵ（2019年10月17日 - 12月19日、テレビ朝日）
- 探偵が早すぎる（2018年7月19日 - 9月20日、読売テレビ）[5]
- 連続ドラマW 真犯人（2019年、WOWOW）- 重藤成太 役[6]
- 庶務行員 多加賀主水が悪を断つ（2019年、テレビ朝日）- 吉川駿（幼少期）役[7]
- 家政夫のミタゾノ第3シリーズ 第7話（2019年5月31日、テレビ朝日）- 黒部巻雄 役
- 決してマネしないでください。 第1話（2019年10月26日、NHK）- 子供 役
- ウルトラマンタイガ 第20話（2019年11月16日、テレビ東京）- 悪ガキ 役
- オペレーションZ 〜日本破滅、待ったなし〜 最終話（2020年4月19日、WOWOW）- ストリートチルドレン 役
- 私たちはどうかしている（2020年8月12日 - 9月30日、日本テレビ）- 高月椿（15年前） 役[8][9]
- 桜の塔 第2話（2021年4月22日、テレビ朝日）- 子供 役[10]
- 危険なビーナス（2020年10月11日 - 12月13日、TBS）- 手島伯朗（幼少期） 役[11]
- レッドアイズ 監視捜査班（2021年1月23日 - 3月27日、日本テレビ）- 湊川敢太 役[12][13]
- ボイスII 110緊急指令室 第2話 - 第3話（2021年7月17日 - 7月24日、日本テレビ）- 武井優太 役[14][15]
- DCU 第2話（2022年1月23日、TBS）- 溺れる子供 役[16]
- ドクターホワイト 第3話（2022年1月31日、関西テレビ・フジテレビ系）- 岡本優馬 役[17][18]
- 村井の恋 第5話（2022年4月6日 - 2022年5月25日、TBS）- 田中真雄（幼少期） 役
- しろめし修行僧 第6話（2022年5月14日、テレビ東京） - 清水翔太 役
- ZIP! 朝ドラマ「泳げ!ニシキゴイ」（2022年7月19日 - 9月16日、日本テレビ）- 長谷川雅紀（小学生） 役[19]
- PICU 小児集中治療室 第8話 - 第10話（2022年11月28日 - 12月12日、フジテレビ）- 矢本大輝 役[20]
- おかしな刑事2022 年忘れ!!大感謝スペシャル（2022年12月27日、テレビ朝日）- 高柳薫 役[21]
- 大病院占拠 第6話 - 最終話（2022年2月18日 - 3月18日、日本テレビ）- 日向聡介 役
- フェルマーの料理 第8話・最終話（2023年12月8日・12月22日、TBS）- 朝倉海（10歳）役
- あたりのキッチン! 第9話 - 最終話（2023年12月9日 - 12月23日、東海テレビ制作・フジテレビ系）- 大曽根樹 役
- 問題物件 第2話・第7話・第8話・第10話・最終話（2025年1月22日・2月26日・3月5日・19日・26日、フジテレビ） - 大島雅弘（少年期） 役[22]